# Gerrie Hondius
Gerrie Aleida Hondius (Oost-Souburg, 27 april 1970) is een Nederlandse striptekenares, illustrator, schrijver, cabaretier, zangeres en verslaggever bij de NCRV. Ze houdt zich ook bezig met het schrijven van liederen, schilderen, beeldhouwen, rechtbanktekenen. en zandtekenen.

## Leven en werk
Gerrie Hondius is geboren en getogen in het Zeeuwse Oost-Souburg en groeide op met drie oudere zussen. Ze studeerde illustratie en grafiek aan de Willem de Kooning Academie en vervolgde met een studie theaterwetenschappen aan de Universiteit van Amsterdam.

### Striptekenen
Haar carrière als striptekenaar begon in 1990 met de strip Ansje Tweedehansje. In die die tijd werd deze gepubliceerd in het small press stripblad Barwoel, en vanaf 1996 maandelijks in het tijdschrift Opzij. In 2009 publiceerde ze haar autobiografische strip Ik ben God.
Als striptekenaar werkt ze verder periodiek voor het Algemeen Dagblad, Esta en nrc.next, en incidenteel voor het bedrijfsleven. In dit kader richtte zij in 2000 de stichting "Teken Mijn Verhaal" op, met als doel verhalen van en voor gehandicapte kinderen tekenen. Tegenwoordig werken er zo'n 200 tekenaars voor de stichting. Verder richtte ze in 2006 samen met Dithmarine van Rongen en Joost Pollmann het agentschap "Inklinks" voor illustratoren en striptekenaars op.

### Cabaret
In 1991 nam ze met Kees Torn deel aan het Groninger Studenten Cabaret Festival met het programma "Kees en ik". Met dit programma ging ze in die tijd op tournee. Hoewel de optredens een succes waren, stopte het duo door onenigheid al na een half jaar. Later in de negentiger jaren maakte ze cabaret met Sylvia Sars en Erik Doelman. Hiernaast trad ze in de negentiger jaren in het Haagse theaterrestaurant Goldmund op als zangeres en presentatrice.

### Schrijven
Hondius heeft verschillende onderscheidingen gekregen op het gebied van dichten en schrijven. Dat begon in 1985 met de eerste prijs bij VARA's verhalenwedstrijd "Schrijf je knetter". Verder won ze onder andere in 2007 de eerste 160-wedstrijd uitgeschreven door nrc.next ter gelegenheid van de Nationale Gedichtendag. In 2010 debuteerde ze als prozaschrijfster met de roman "Ik ontmoette een man".

### Televisie
Naar aanleiding van VARA's verhalenwedstrijd in 1985 volgde ook Hondius' eerste televieoptreden. Bij het NOS Jeugdjournaal las ze voor uit eigen werk. In 1991 was ze terug op de buis bij VPRO’s Onrust, waar ze een interview gaf over haar werk als striptekenaar. Sinds september 2010 is ze zelf te zien als verslaggeefster voor het NCRV-programma "Schepper & Co in het land".

### Zandtekenen
Sinds 2012 maakt Gerrie Hondius zandtekeningen, die tijdens het maken worden geprojecteerd op een filmdoek.

## Publicaties
- 2000. Als je je niks verbeeldt dan ben je niks. Stripboek. Amsterdam : Nijgh & Van Ditmar. (vertaling: Il faudrait m'inventer (2002).)
- 2003. Pindakaas. Stripboek. Amsterdam : Oog & Blik.
- 2004. Ansje Tweedehansje ingenaaid. Stripboek. Delft : Scherlei.
- 2006. Waarom nonnetjes samen klaarkomen en andere wonderen van het wad. Door Theunis Piersma met strips van Gerrie Hondius. Utrecht : KNNV.
- 2009. Ik ben God. Stripboek. Amsterdam : Contact.
- 2009. Broertjes en zusjes-kookboek. Door Juliet van der Weijden, met illustraties van Gerrie Hondius. Utrecht : Inmerc.
- 2010. Ik ontmoette een man. Amsterdam : Contact.